# Bird: The Complete Charlie Parker on Verve
Bird: The Complete Charlie Parker on Verve è un cofanetto box set del musicista jazz Charlie Parker, pubblicato dalla Verve Records nel 1990.
Il cofanetto include tutte le incisioni effettuate da Parker per l'etichetta Verve e anche le sue esibizioni durante il Jazz at the Philharmonic. Charlie Parker registrò per la Verve principalmente negli ultimi cinque anni di vita, periodo durante il quale, oltre che a suonare con il suo celebre quintetto, sperimentò nuove vie musicali registrando con grandi orchestre d'archi, e musiche afro-cubane. Tra gli album pubblicati da Parker su etichetta Verve abbiamo Bird & Diz, Charlie Parker with Strings, e Swedish Schnapps.

## Tracce
Disco 1
1. Sweet Georgia Brown- 9:32
2. Blues For Norman – 8:37
3. I Can't Get Started – 9:15
4. Oh, Lady be Good! 11:05
5. After You've Gone – 7:33
6. I Got Rhythm – 12:54
7. Introductions By Norman Granz – 2:16
8. JATP Blues 10:56

Disco 2
1. The Bird - 4:44
2. Repetition – 2:57
3. No Noise (Parts I & II) – 5:53
4. No Noise (Part III) – 2:55
5. Mango Mangue – 2:53
6. Okiedoke – 3:02
7. Cardboard – 3:08
8. Visa 3:58
9. Segment - Tune X – 3:19
10. Diverse - Tune X (alternate take) – 3:16
11. Passport - Tune Y (rare) – 2:54
12. Passport - Tune Z (common) – 2:59

Disco 3
1. The Opener – 12:47
2. Lester Leaps In – 12:14
3. Embraceable You – 10:33
4. The Closer – 10:57
5. 'Ow - Introduction OF Ella Fitzgerald – :48
6. Flyin' Home – 5:31
7. How High the Moon – 6:24
8. Perdido – 8:34

Disco 4
1. Just Friends – 3:30
2. Everything Happens to Me – 3:15
3. April In Paris – 3:06
4. Summertime – 2:46
5. I Didn't Know What Time It Was – 3:12
6. If I Should Lose You – 2:46
7. Star Eyes – 3:28
8. Blues (Fast) – 2:45
9. I'm In The Mood For Love – 2:50
10. Bloomdido – 3:24
11. And Oscar For Treadwell (Take 3 Alternate take - LP) – 3:20
12. An Oscar For Treadwell (Take 4 Master) – 3:22
13. Mohawk (Take 3 Alternate take - LP) – 3:38
14. Mohawk (Take 6 (Take 4) Master) – 3:34
15. My Melancholy Baby (Take 1) – 3:16
16. My Melancholy Baby (Coda Rehearsal) - :05
17. My Melancholy Baby (Take 2 Master) – 3:23
18. Leap Frog (Take 1 Incomplete) - :27
19. Leap Frog (Take 2 Incomplete) - :18
20. Leap Frog (Take 3 Incomplete) - :40
21. Leap Frog (Take 4 Incomplete) - :18
22. Leap Frog (Take 5 Alternate take) – 2:33
23. Leap Frog (Take 6 Incomplete) - :24
24. Leap Frog (Take 7 Incomplete) - :14
25. Leap Frog (Take 8 (Take 4) Alternate take) – 2:02
26. Leap Frog (Take 9 Alternate take) – 2:06
27. Leap Frog (Take 10 Incomplete) - :43
28. Leap Frog (Take 11 (Take 6) Master) – 2:29
29. Relaxing With Lee (Take 1 Incomplete) - :35
30. Relaxing With Lee (Take 2 Incomplete) – 1:08
31. Relaxing With Lee (Take 3 False start) - :08
32. Relaxing With Lee (Take 4 (Take 2) Alternate take - LP) – 3:56
33. Relaxing With Lee (Take 5 Incomplete) - :25
34. Relaxing With Lee (Take 6 (Take 3) Master) – 2:46

Disco 5
1. Dancing in the Dark – 2:19
2. Out Of Nowhere – 3:06
3. Laura (Take 1 Alternate take) – 2:57
4. Laura (Take 2 Master) – 2:56
5. East of the Sun (and West of the Moon) – 3:38
6. They Can't Take That Away From Me – 3:17
7. Easy To Love – 3:29
8. I'm In The Mood For Love (Take 2 Master) – 3:33
9. I'm In The Mood For Love (Take 3 Alternate take) – 3:27
10. I'll Remember April (Take 1 Alternate take) – 3:09
11. I'll Remember April (Take 2 False start) – :10
12. I'll Remember April (Take 3 (Take 2) Master) – 3:02
13. What Is This Thing Called Love? – 2:54
14. April In Paris – 3:12
15. Repetition – 2:49
16. Easy To Love – 2:25
17. Rocker – 3:10
18. Celebrity – 1:34
19. Ballade – 2:55
20. Afro-Cuban Jazz Suite – 17:11

Disco 6
1. Au Privave (Take 2 Alternate take - LP) – 2:38
2. Au Privave (Take 3 Master) – 2:43
3. She Rote (Take 3 Alternate take - LP) – 3:09
4. She Rote (Take 5 Master) –3:06
5. K.C. Blues – 3:24
6. Star Eyes – 3:34
7. My Little Suede Shoes – 3:03
8. Un Poquito De Tu Amor – 2:40
9. Tico Tico –2:44
10. Fiesta – 2:49
11. Why Do I Love You (Take 2 Alternate take - LP) – 2:58
12. Why Do I Love You (Take 6 Alternate take) – 2:58
13. Why Do I Love You (Take 7 Master) – 3:05
14. Blues for Alice –2:46
15. Si Si – 2:38
16. Swedish Schnapps (Take 3 Alternate take - LP) – 3:13
17. Swedish Schnapps (Take 4 Master) – 3:10
18. Back Home Blues (Take 1 Alternate take - LP) – 	2:35
19. Back Home Blues (Take 2 Master) – 2:46
20. Lover Man – 3:21

Disco 7
1. Temptation – 3:31
2. Lover – 3:06
3. Autumn in New York – 3:29
4. Stella by Starlight – 2:56
5. Mama Inez – 2:50
6. La Cucuracha (Take 1 Alternate take) – 3:24
7. La Cucuracha (Take 2 Incomplete) – :49
8. La Cucuracha (Take 3 False start) – :10
9. La Cucuracha (Take 4 (Take 3) Master) – 2:43
10. Estrellita (Take 2 Incomplete) – 1:57
11. Estrellita (Take 4 Alternate take) –  2:46
12. Estrellita (Take 5 False start) – :04
13. Estrellita (Take 6 (Take 5) Master) – 2:44
14. Begin the Beguine – 3:12
15. La Paloma – 2:39
16. Night and Day – 2:50
17. Almost Like Being in Love – 2:33
18. I Can't Get Started – 3:08

Disco 8
1. Jam Blues – 14:42
2. What Is This Thing Called Love – 15:41
3. Ballad Medley – 17:23
4. Funky Blues – 13:27

Disco 9
1. The Song Is You – 2:56
2. Laird Baird – 2:44
3. Kim (Take 2 Alternate take - LP) – 2:58
4. Kim (Take 4 Master) – 2:58
5. Cosmic Rays (Take 2 Master) – 3:05
6. Cosmic Rays (Take 5 Alternate take) – 3:16
7. In The Still Of The Night (Take 1 False start) – :32
8. In The Still Of The Night (Take 2 Incomplete) – :53
9. In The Still Of The Night (Take 3 Alternate take) – 3:46
10. In The Still Of The Night (Take 4 Alternate take) – 3:21
11. In The Still Of The Night (Take 5 False start) – :45
12. In The Still Of The Night (Take 6 Alternate take) –3:26
13. In The Still Of The Night (Take 7 Master) – 3:22
14. Old Folks (Take 1 Incomplete) – :26
15. Old Folks (Take 2 False start) – :09
16. Old Folks (Take 3 Alternate take) – 4:04
17. Old Folks (Take 4 Incomplete - Bird Continues Playing Into Take 5 False start) – :21
18. Old Folks (Take 6 Alternate take) – 3:28
19. Old Folks (Take 7 Incomplete) – :26
20. Old Folks (Take 8 Alternate take) – 3:39
21. Old Folks (Take 9 Master) – 3:34
22. If I Love Again – 2:31

Disco 10
1. Chi Chi (Take 1 Alternate take - LP) – 3:09
2. Chi Chi (Take 2 False start) – :27
3. Chi Chi (Take 3 Alternate take) – 2:42
4. Chi Chi (Take 4 Alternate take) – 2:37
5. Chi Chi (Take 5 False start) – :17
6. Chi Chi (Take 6 Master) – 3:02
7. I Remember You – 3:03
8. Now's The Time – 3:01
9. Confirmation (Take 1 False start) – :14
10. Confirmation (Take 2 False start) – :09
11. Confirmation (Take 5 False start) – 2:58
12. I Get A Kick Out Of You (Take 1 Alternate take) – 4:55
13. I Get A Kick Out Of You (Take 2 False start And Rehearsal) – :32
14. I Get A Kick Out Of You (Take 3 False start And Rehearsal) – :16
15. I Get A Kick Out Of You (Take 4 Incomplete) – 1:05
16. I Get A Kick Out Of You (Take 5 False start) – :17
17. I Get A Kick Out Of You (Take 6 Incomplete) – 1:08
18. I Get A Kick Out Of You (Take 7 Master) – 3:34
19. Just One Of Those Things – 2:46
20. My Heart Belongs To Daddy (Take 1 False start And Rehearsal) – :36
21. My Heart Belongs To Daddy (Take 2 Master) – 3:18
22. I've Got You Under My Skin – 3:38
23. Love For Sale (Take 1 False start) – :17
24. Love For Sale (Take 2 Alternate take) – 5:47
25. Love For Sale (Take 3 Incomplete) – 1:03
26. Love For Sale (Take 4 Alternate take) – 5:32
27. Love For Sale (Take 5 Master) – 5:35
28. I Love Paris (Take 2 Alternate take) – 5:07
29. I Love Paris (Take 3 Master) – 5:07

## Sessioni di registrazione
- Registrazioni effettuate tra il 1945 e il 1954.

## Crediti
- Charlie Parker: Sassofono alto
- Harry Terrill: Sassofono alto
- Johnny Hodges: Sassofono Alto
- Sonny Salad: Sassofono Alto
- Willie Smith: Sassofono Alto
- Benny Carter: Sassofono Alto
- Fred Skerritt: Sassofono Alto
- Gene Johnson: Sassofono Alto
- Murray Williams: Sassofono Alto
- Toots Mondello: Sassofono Alto
- Ben Webster: Sassofono Tenore
- Coleman Hawkins: Sassofono Tenore
- Flip Phillips: Sassofono Tenore
- Hank Ross: Sassofono Tenore
- Sol Rabinowitz: Sassofono Tenore
- Pete Mondello: Sassofono Tenore
- Jose Madera: Sassofono Tenore
- Danny Bank: Sassofono Baritono
- Stanley Webb: Sassofono Baritono
- Leslie Johnakins: Sassofono Baritono
- Manny Albam: Sassofono Baritono
- Dizzy Gillespie: Tromba
- Miles Davis: Tromba
- Doug Mettome: Tromba
- Roy Eldridge: Tromba
- Al Killian: Tromba
- Al Porcino: Tromba
- Al Stewart: Tromba
- Benny Harris: Tromba
- Charlie Shavers: Tromba
- Chris Griffin: Tromba
- Bernie Privin: Tromba
- Bobby Woodlen: Tromba
- Buck Clayton: Tromba
- Carl Poole: Tromba
- Howard McGhee: Tromba
- Ray Wetzel: Tromba
- Red Rodney: Tromba
- Paquito Davilla: Tromba
- Mario Bauzá: Tromba
- Jimmy Maxwell: Tromba
- Kenny Dorham: Tromba
- Harry "Sweets" Edison: Tromba
- Will Bradley: Trombone
- Lou McGarity: Trombone
- Bill Harris: Trombone
- Tommy Turk: Trombone
- Bart Varsalona: Basso Tuba
- Hal McKusick: Clarinetto
- John LaPorta: Clarinetto
- Tommy Mace: Oboe
- Eddie Brown: Oboe
- Mitch Miller: Oboe/Corno Inglese
- Junior Collins: Corno Francese
- Joseph Singer: Corno Francese
- Manny Thaler: Fagotto
- Art Drelinger: Ancia
- Al Haig: Pianoforte
- Arnold Ross: Pianoforte
- Mel Powell: Pianoforte
- Hank Jones: Pianoforte
- Bernie Leighton: Pianoforte
- John Lewis: Pianoforte
- Lou Stein: Pianoforte
- Stan Freeman: Pianoforte
- Walter Bishop Jr.: Pianoforte
- Ken Kersey: Pianoforte
- René Hernández: Pianoforte
- Tony Aless: Pianoforte
- Oscar Peterson: Pianoforte
- Art Ryerson: Chitarra
- Barney Kessel: Chitarra
- Freddie Green: Chitarra
- Jerome Darr: Chitarra
- Irving Ashby: Chitarra
- Bob Haggart: Basso Acustico
- Charles Mingus: Contrabbasso
- Curly Russell: Contrabbasso
- Tommy Potter: Contrabbasso
- Percy Heath: Contrabbasso
- Ray Brown: Contrabbasso
- Roberto Rodriguez: Contrabbasso
- Teddy Kotick: Contrabbasso
- William K. "Billy" Hadnott: Contrabbasso
- Buddy Rich: Batteria
- Don Lamond: Batteria
- J.C. Heard: Batteria
- Roy Haynes: Batteria
- Max Roach: Batteria
- Shelly Manne: Batteria
- Kenny Clarke: Batteria
- Lee Young: Batteria
- Jose Mangual: Bonghi
- Luis Miranda: Conga
- Rafael Miranda: Conga
- Chano Pozo: Conga
- Machito: maracas
- Dave Uchitel: Viola
- Frank Brieff: Viola
- Fred Ruzilla: Viola
- Isadore Zir: Viola
- Dave Uchitel: Viola
- Nat Nathanson: Viola
- Frank Miller: Violoncello
- Maurice Brown: Violoncello
- Joe Benaventi: Violoncello
- Bronislaw Gimpel: Violino
- Gene Orloff: Violino
- Harry Katzman: Violino
- Harry Melnikoff: Violino
- Sid Harris: Violino
- Sam Caplan: Violino/Cornetta
- Samuel Rand: Violino
- Stan Karpenia: Violino
- Ted Blume: Violino
- Zelly Smirnoff: Violino
- Howard Kay: Violino
- Max Hollander: Violino
- Jack Zayde: Violino
- Manny Fidler: Violino
- Milton Lomask: Violino
- Ubaldo Nieto: Timbales
- Myor Rosen: Arpa
- Verlye Mills: Arpa
- Wallace McManus: Arpa
- Butch Birdsall: Voce
- Dave Lambert: Voce
- Jerry Parker: Voce
- Annie Ross: Voce
- Chico O'Farrill: Arrangiamento/Direzione d'orchestra
- Gil Evans: Arrangiamento/Direzione d'orchestra
- Jimmy Carroll: Arrangiamento/Direzione d'orchestra
- Joe Lipman: Arrangiamento/Direzione d'orchestra/Chimes/Xilofono)
- Neal Hefti: Arrangiamento/Direzione d'orchestra
- Phil Schaap: Produzione/Note Interne